# Edicions 96
Edicions 96 és una editorial amb seu a La Pobla Llarga, comarca de la Ribera Alta, que es dedica principalment a la producció de col·leccions de poesia, literatura infantil i agendes escolars. Ha traduït al valencià Passos lleugers, l'última obra teatral de l'escriptora italiana Dacia Maraini, una recopilació de vuit històries narrades en primera persona per dones de diferents parts del món. L'any 2009 publicà un llibret d'iniciació a la poesia per als més menuts, escrit amb lletra enllaçada, de les autores Carme Ribelles i Cristina Carrasco.
En la seva col·lecció Razef de poesia s'alternen obres d'autors en valencià amb traduccions d'obres de l'italià, l'àrab, l'èuscar, el grec, el polonès, etc. Inclou Ebri de lluna, del poeta xinès Li Bai (traduït al valencià per Eduard J. Verger), el poemari  Blasfèmia del poeta croat Janko Polic Kamov (traduït al valencià per Pau Sif) i Aplec dispers, un recull de poemes de Pere Císcar. Conjuntament amb l'Escola Valenciana ha creat els '"Tallers de Cultura Popular Valenciana", una col·lecció de carpetes amb recursos didàctics per aprendre les expressions de la cultura popular del País Valencià, que contenen fitxes, explicacions i una guia didàctica, a més d'un DVD. Entre els autors de l'editorial, hi ha Carme Miquel, Didín Puig, Pau Sif, Carles Rebassa, etc.